# Blechnum
Blechnum (hard fern) este un gen care cuprinde 150-220 de specii de plante din familia Blechnaceae.
Specii
- Blechnum brasiliense Desv.
- Blechnum buchtienii Rosenst.
- Blechnum cordatum (Desv.) Hieron. (syn. B. chilense)
- Blechnum lanceola Sw.
- Blechnum nipponicum (Kunze) Makino
- Blechnum obtusatum (Labill.) Mett.
- Blechnum occidentale L.
- Blechnum orientale L.
- Blechnum penna-marina (Poir.) Kuhn
- Blechnum schomburgkii (Klotzsch) C. Chr.
- Blechnum serrulatum Rich.
- Blechnum spicant (L.) Sm.
- Blechnum vittatum Brack.
- Blechnum volubile Kaulf.